# Silvia Sayago
Silvia Noemí del Valle Sayago (Santiago del Estero, 2 de marzo de 1955-ibidem, 12 de diciembre de 2021) fue una docente y política argentina que se desempeñó como diputada provincial entre 2017 y 2021. En diciembre de 2021 juró como diputada nacional en representación de su provincia, pero falleció a los pocos días de asumir el cargo.

## Reseña biográfica
Nació en Santiago del Estero el 2 de marzo de 1955. Desde joven, militó en la Unión Cívica Radical de su provincia. Adhirió al Frente Cívico por Santiago, proyecto político encabezado por Gerardo Zamora en la provincia. Fue concejal de su ciudad en diversas oportunidades y también llegó a ser diputada provincial en 2017.
Se postuló como diputada nacional en las elecciones legislativas de 2021, encabezando la lista del Frente Cívico por Santiago. Obtuvo un contundente triunfo con el 64,8% de los votos. El 7 de diciembre de ese año juró su cargo en la Cámara de Diputados.
El 12 de diciembre fue internada en un centro de salud privado debido a una descompensación renal. Esto le provocó una falla multiorgánica y falleció ese día en la ciudad de Santiago del Estero.